# Mikaela
Micaela Rodríguez Cuesta (Sevilla, 19 de juny de 1935 - Madrid, 29 de març de 1991), més coneguda pel nom artístic de Mikaela, va ser una cantant de copla i actriu espanyola.
Originària del barri de Triana, s'inicia en el món artístic a través de companyies teatrals, que giren per Espanya, i esdevé la protagonista en algunes obres. Grava el seu primer disc el 1956 i es converteix en un èxit radiofònic de l'època, que li serveix de trampolí per a fer papers secundaris en diverses pel·lícules, com La reina del tabarín (1960) i Vampiresas 1930 (1961), de Jesús Franco, i papers principals en obres de teatre i espectacles musicals. Rep un contracte per a viatjar a Mèxic, on actua en obres de teatre, cinema i televisió. A partir de llavors, apareix en diverses televisions internacionals i, el 1964, grava un dels seus grans èxits: "El toro y la luna". Al llarg de la seva trajectòria artística es relaciona amb literats de l'època, i interpreta papers i cançons signades per poetes i intel·lectuals. En els anys 1980 es retira dels escenaris, havent obtingut nombrosos premis i reconeixements. En 1991 mor a causa d'una leucèmia.

## Discografia
- Mikaela canta poesías de Rafael Alberti, Barcelona, Belter, 1970
- Mikaela interpreta a Federico García Lorca, Madrid, Zafiro, 1973
- Dama de España, Barcelona, Olympo, 1974
- A ver quién dice que no, Madrid, Marfer, 1981
- La Copla. La luna y el toro, Madrid, Serdisco, 1992
- El disco de oro, Mikaela, Madrid, El Delirio, 2000.